# Love Is the Name
«Love Is the Name» es el sencillo debut de la actriz y cantante estadounidense Sofia Carson lanzado el 10 de abril de 2016. La canción es una interpolación de «Live Is Life» de Opus.

## Video musical
La estrella de Disney Sofia Carson celebró el domingo su cumpleaños número 23 y lo hizo de manera muy especial. Además de un año más de vida, la actriz y cantante lanzó al mercado el video de su flamante nuevo sencillo, "Love Is the name".

"Gracias Disney Channel...no puedo pensar en una mejor manera de pasar mi cumpleaños que en compartir esto con ustedes", dijo la cantante de padres colombianos.

En el video se le puede bailando y cantando en escenarios en la playa, y a las afueras de una lujosa mansión ataviada con un estilizado vestido rojo.

## Lista de canciones
- Descarga digital

| N.º | Título             | Escritor(es)                                                                                              | Productor(es)        | Duración |  |
| 1.  | «Love Is the Name» | Steve Mac Ina Wroldsen Ewald Pfleger Guenter Grasmuck Peter Niklas Gruber Herwig Tremschnig Kurt Plisnier | Mac Hannah Lux Davis | 3:27     |  |

## Posicionamiento en listas
| Listas (2016)                  | Posicionamiento |
| ------------------------------ | --------------- |
| US Latin Pop Latin Pop Airplay | 36              |
| US Trop Latin Tropical Airplay | 32              |
| US Polish Music Charts         | 22              |